# Giovanni Boiardo
Giovanni Boiardo (XV secolo – 1523) figlio di Giulio Ascanio Boiardo e di Cornelia Taddea Pio.

## Biografia

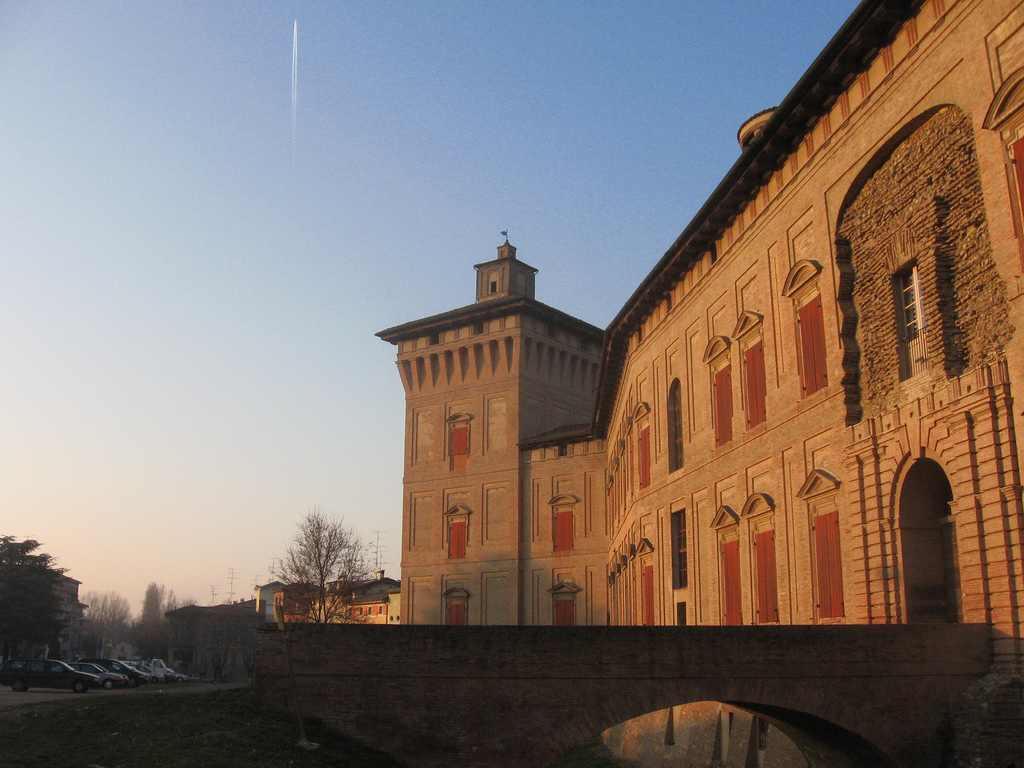
Scandiano, Rocca dei Boiardo.

Giovanni era figlio di Giulio Ascanio Boiardo, conte di Scandiano (insieme al nipote Matteo Maria Boiardo dal 1455 al 1460) e di Cornelia Taddea Pio.
Nel 1460 alla morte del padre, né ereditò la sua parte di feudo, diventando governatore dello stesso in condominio con il cugino Matteo Maria Boiardo.
Nel 1474, dopo vari contrasti tra i due cugini, il territorio della Contea di Scandiano venne diviso: a Matteo Maria Boiardo andarono i territori di Scandiano, Gesso, Torricella e Sabbione, mentre il cugino Giovanni prendeva Arceto, Casalgrande, Dinazzano, Salvaterra e Montebabbio. L’investitura per Giovanni Boiardo di detti territori fu confermata dalla Camera Ducale Estense una prima volta nel 1475 e successivamente nel 1490.
Nel 1490 per Decreto fu divisa la tassa di raccolta della spelta (granfarro), tra la Podesteria di Casalgrande, governata dal conte Giovanni Boiardo e la Podesteria di Scandiano, governata dal conte Matteo Maria Boiardo.
Nel 1499, Giovanni fece stampare a Parma lo “Statuto delle Terre di sue Giurisdizioni”.
Nel 1499 la morte del conte Camillo Boiardo, che nel 1494 aveva ereditato il feudo alla morte del padre Matteo Maria, fu l’occasione per Giovanni Boiardo di riunire il territorio ed essere nuovamente investito della contea di Scandiano.
Giovanni appena ritornato al governo della contea riunita, confermò i privilegi concessi dai suoi predecessori.
Giovanni si sposò successivamente al 1500 con Giulia Gambara, della nobile famiglia bresciana dei Gambara.
Nel 1512, dopo l’occupazione di Modena e Reggio da parte delle truppe pontificie di Giulio II, Giovanni non si intromise nella disputa tra gli estensi e il romano pontefice, accomodando la sua posizione alla sostanziale convivenza.
Il 14 aprile 1518 Giovanni Boiaro impose agli ebrei Leucio, figlio di Bonaventura e Belzigioni, figlio di Picetti, di non fare prestiti se non dietro pegno. 
Giovanni ristrutturò la Rocca dei Boiardo, terminando nel 1520 con il cortile interno.
Il 9 febbraio 1520, Giovanni concesse alla comunità ebraica di Scandiano il Privilegium pro hebreis Scandiani, nelle persone dei fratelli Ptigiano e Servadeo, di tenere banco feneratizio, di osservare i propri riti, di avere una Sinagoga e di seppellire i morti seguendo le usanze ebraiche.
Morì nel 1523 e venne tumulato nella tomba di famiglia, nella Chiesa Parrocchiale di Scandiano; gli succede nel governo del feudo il primogenito Giovanni Battista Boiardo.

## Discendenza
Sposò Giulia Gambara; dal matrimonio nacquero:
- Giovanni Battista (1502 – 1528), conte di Scandiano dal 1523 al 1528
- Giulio (? – 1553), conte di Scandiano dal 1528 al 1553
- Ippolito (? – 1560), conte di Scandiano dal 1553 al 1560
- Serafina, monaca
- Violante, monaca